# Elecciones complementarias de Chile del 4 de marzo de 1951
El 4 de marzo de 1951 se realizaron dos elecciones parlamentarias complementarias para llenar la vacancia de un diputado en la 8ª Agrupación Departamental —compuesta por Melipilla, San Bernardo, San Antonio y Maipo—, producto del fallecimiento del diputado Roberto Bravo Santibáñez (PCT) el 8 de diciembre de 1950, y en la 20.ª Agrupación Departamental —conformada por Angol, Collipulli, Traiguén, Curacautín y Victoria— por el fallecimiento del diputado Carlos Cifuentes Sobarzo (PDo) el 2 de diciembre de 1950.
El 28 de diciembre de 1950 fue promulgado el decreto que convocaba a una elección extraordinaria de un diputado en la 8ª Agrupación Departamental y otro en la 20.ª Agrupación Departamental para el domingo 4 de marzo. En la elección resultaron vencedores Ramón Noguera Prieto (PCT) y Mariano Puga Vega (PL) en la 8ª y 20.ª Agrupación Departamental, respectivamente.

## 8ª Agrupación Departamental

### Candidatos
El Partido Conservador Tradicionalista (PCT) presentó al agricultor Ramón Noguera Prieto como su candidato, quien también recibió el apoyo de los partidos Liberal (PL) y Agrario Laborista (PAL).
Carlos Venegas Hernández fue inscrito como candidato por el Partido Socialista (PS) y apoyado por el Frente Socialista, Bloque Popular y Falange Nacional. Los partidos que formaban la combinación de gobierno (Radical, Conservador Social Cristiano y Democrático) no presentaron candidato en esta elección.

### Resultados
Los resultados definitivos de la elección, de acuerdo a la sentencia de proclamación del Tribunal Calificador de Elecciones, fueron los siguientes:
|  | 70.98 % |

|  | 29.02 % |

El resultado preliminar del día de la elección, desagregado a nivel de departamento, fue el siguiente:
|                    |      |      |
| Melipilla          | 3376 | 451  |
| Maipo              | 2875 | 478  |
| San Antonio        | 2258 | 1492 |
| San Bernardo       | 1401 | 661  |
| Total              | 9910 | 3082 |
| Fuente: La Nación. |      |      |

## 20.ª Agrupación Departamental

### Candidatos
El exintendente de la provincia de Malleco, Gregorio Fuentes Orellana fue inscrito por el Partido Democrático (PDo) y contó con el apoyo de los partidos Radical, Conservador Social Cristiano y Falange Nacional, además de agrupaciones gremiales y de independientes.
Los partidos Liberal, Conservador Tradicionalista y Agrario Laborista presentaron la candidatura de Mariano Puga Vega (PL), mientras que el Partido Radical Democrático postuló a Tertuliano Cruzat Aravena con el apoyo de los partidos del Frente Socialista y el Bloque Popular.

### Resultados
Los resultados definitivos de la elección, de acuerdo a la sentencia de proclamación del Tribunal Calificador de Elecciones, fueron los siguientes:
|  | 55.53 % |

|  | 40.25 % |

|  | 4.21 % |

El resultado preliminar del día de la elección, desagregado a nivel de departamento, fue el siguiente:
|                    |      |      |     |
| Angol              | 3199 | 2287 | 303 |
| Collipulli         | 1299 | 1060 | 56  |
| Victoria           | 1429 | 1285 | 46  |
| Curacautín         | 1298 | 769  | 148 |
| Traiguén           | 1114 | 845  | 89  |
| Total              | 8339 | 6246 | 642 |
| Fuente: La Nación. |      |      |     |

## Reacciones
La elección se desarrolló con normalidad, salvo las habituales acusaciones de cohecho y de intervencionismo, con la excepción de un incidente en que se vio envuelto el diputado socialista Aniceto Rodríguez (PS) producto de enfrentamientos verbales en la Plaza de Armas de San Bernardo, frente a las oficinas de una secretaría de los partidos Conservador Tradicionalista y Liberal.
El 4 de abril de 1951 tanto Noguera como Puga fueron proclamados por el Tribunal Calificador de Elecciones (Tricel), y el 24 del mismo mes asumieron su cargo en la Cámara de Diputados, en la misma fecha que Inés Enríquez Frödden (PR), quien triunfó en la elección complementaria realizada el 18 de marzo.